# Бич

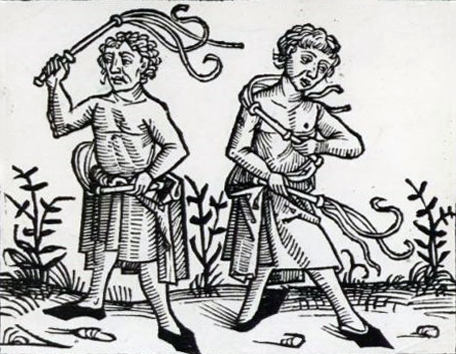
Ксилографія XV століття, на якій зображені флагеланти, що бичують себе

Бич — ударне знаряддя, батіг, канчук. Бичі використовувалися для поганяння тварин, тілесних покарань, а також для «умертвіння плоті». Згідно зі Словарем української мови Б. Грінченка, слово «бич» колись означало не «батіг», а «палиця».
У Стародавньому Єгипті бич і ґирлиґа були символами влади і панування і зображалися в руках Осіріса. Втім, іноді знаряддя описується не як бич, а як ціп.
Бичі з прикріпленими на кінцях хвостів металевими тягарцями називались «скорпіонами» (дав.-гр. σκορπῐ́οι). Вони згадуються у Біблії, у Першій книзі царів, де Ровоам каже: «батько мій карав вас бичами, а я каратиму вас скорпіонами». Бичі використовувались у Стародавньому Римі: у класичній латині існували слова flagrifer («биченосець») і flagritriba («часто бичуваний раб»).

## Переносне значення
У переносному значенні бич — те, що завдає великої шкоди, лиха, християни V ст. «бичем Божим» часто називали гунського вождя Аттілу.